# Palacio del Duque del Parque

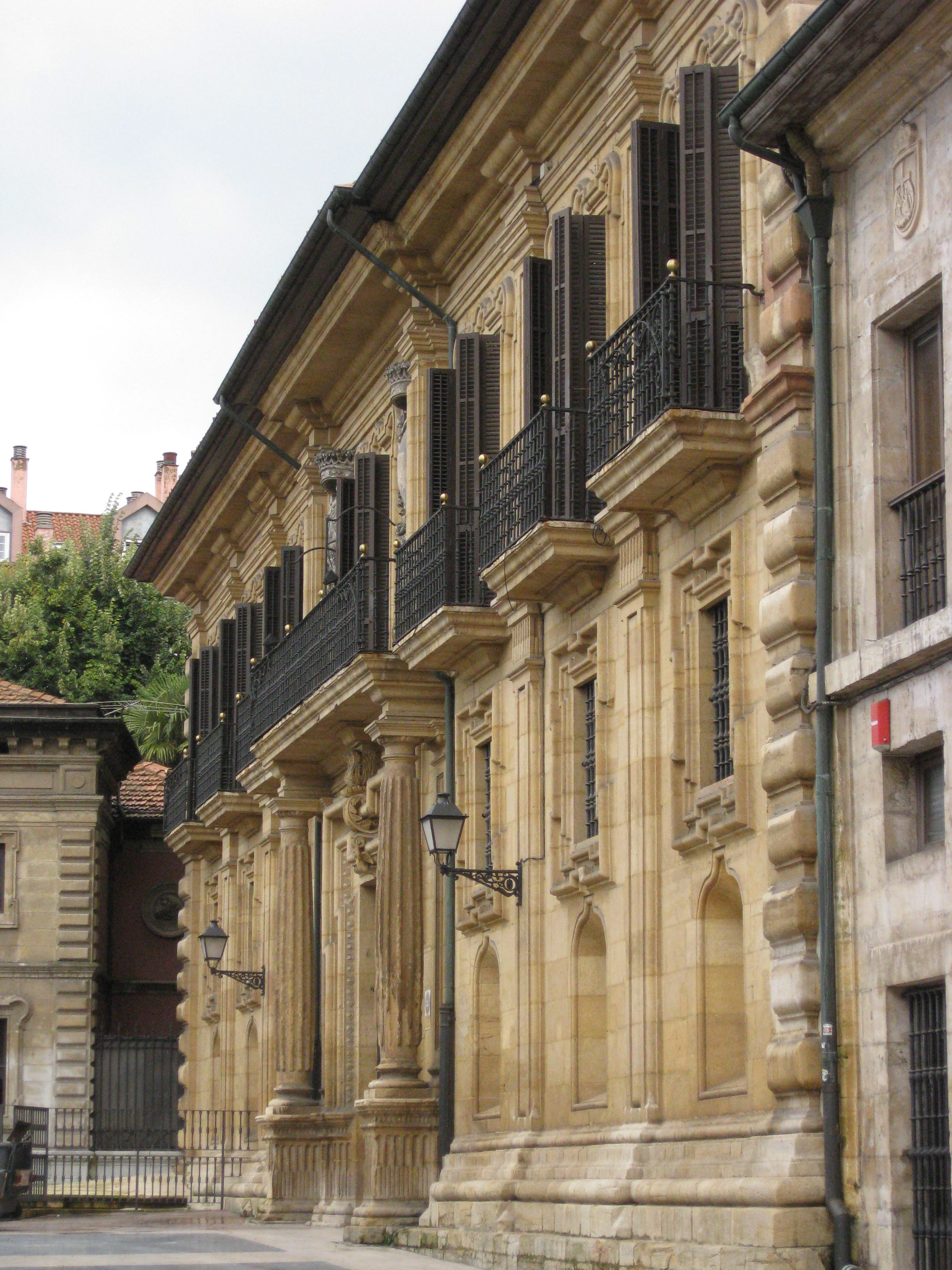
Fachada principal del palacio.

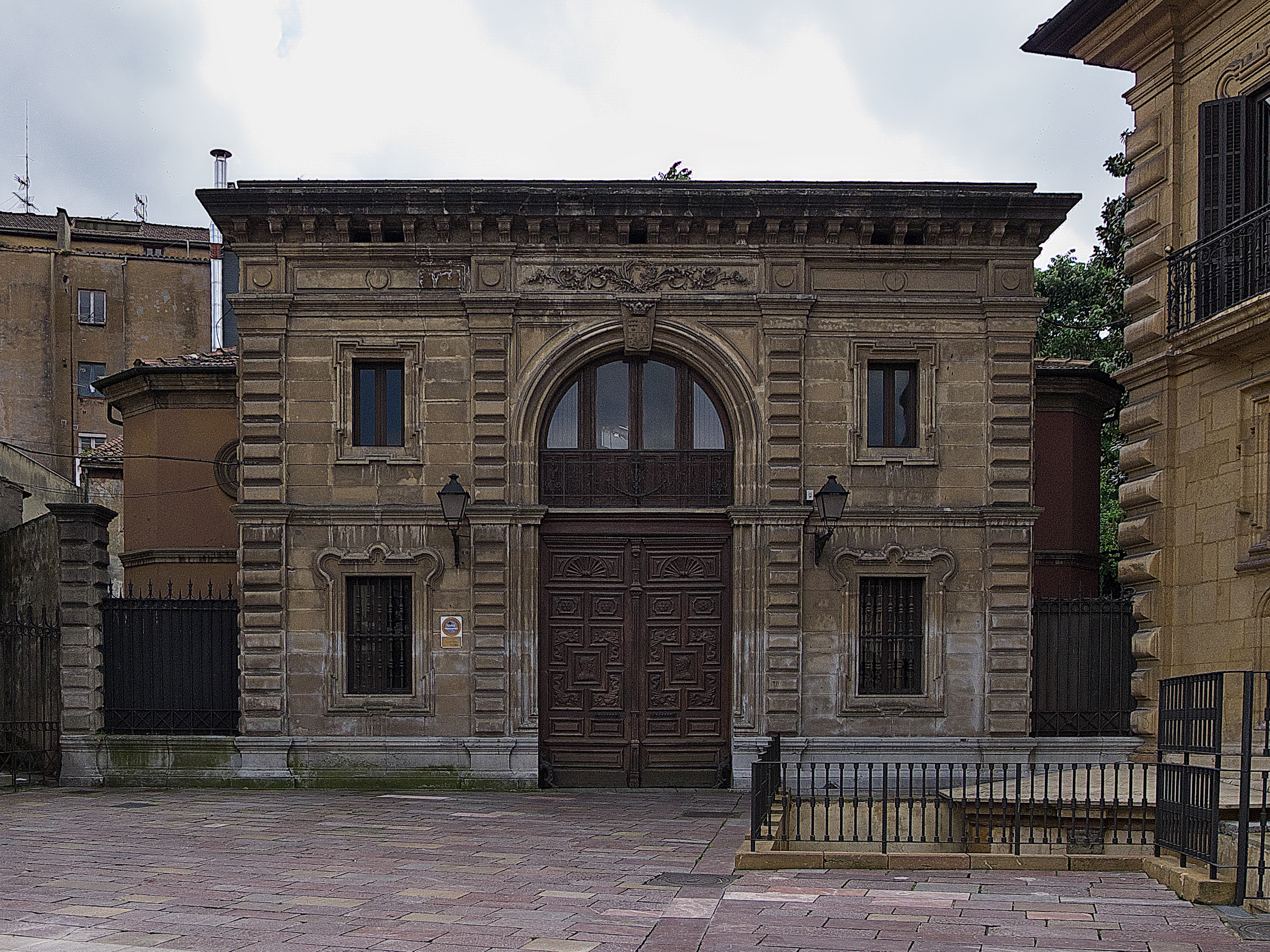
Edificio de las caballerizas.

El Palacio del Fontán, o del Duque del Parque, o del Marqués de San Feliz, es un palacio nobiliario situado en la plaza de Daoíz y Velarde y aledaño a la plaza del Fontán de la ciudad española de Oviedo, capital del Principado de Asturias. De estilo barroco, data del primer tercio del siglo XVIII y fue diseñado para los duques del Parque por Francisco de la Riva Ladrón de Guevara.

## Descripción
Considerado el más representativo de los palacios barrocos de Oviedo, es un edificio de planta cuadrada con patio central y jardín. Tiene tres pisos de altura, de los que el principal es el superior, y sus dimensiones exceden las del resto de palacios civiles de la ciudad.
Su vasta fachada principal, que da a la plaza de Daoíz y Velarde, está fabricada de sillares de arenisca finamente labrados, y en ella el arquitecto desarrolló un modelo inspirado en el Palacio de Toreno y que después repetiría en el de Camposagrado. Sobre un zócalo moldurado en talud, los ventanos abocinados del piso terreno remedan saeteras, y casi se tocan con las ventanas del entresuelo, enmarcadas por molduras de orejas. Unos y otras con rejas torneadas. Pilastras almohadilladas refuerzan las esquinas, mientras que otras cajeadas dividen la fachada en siete calles, la central más ancha, con otros tantos balcones en la planta noble. Los vanos de estos balcones están enmarcados por graciosas molduras mixtlíneas. El vuelo de los balcones y el resalte en torno a las pilastras da mucho movimiento a la imposta, que junto con el zócalo y la gran moldura de la que arranca el alero, contribuye al predominio de las líneas horizontales en el conjunto. 
En el centro se abre la puerta adintelada, enmarcada por doble moldura de orejas y encuadrada en una amplia portada que alcanza la altura de los dos pisos inferiores. Delimitan la portada dos columnas toscanas estriadas exentas, sobre pedestales, que sostienen el vuelo del balcón principal. El vano de este balcón está flanqueado por dos grandes piedras con las armas del marqués de San Feliz, labradas en 1901 por Manuel Pedredo para sustituir a las originales, que eran las de la duquesa del Parque y el marqués de Vallecerrato.
Las dos fachadas que dan al jardín están menos ornamentadas. El patio es cuadrado y también de gran belleza. Descansa sobre doce arcos sostenidos por columnas toscanas, y actualmente está cubierto de vidrio.
Tiene como anejo un edificio exento de caballerizas de dos alturas, más moderno, con entrada por la misma plaza. Su fachada, que forma ángulo recto con la principal del palacio, está dividida en tres calles por pilastras almohadilladas y rematada por un friso con relieves de motivos florales. La puerta, en el centro, alcanza toda la altura del segundo piso y forma un alto arco de medio en cuya clave hay labrado un escudo del marqués de San Feliz. Las hojas de madera están primorosamente talladas con figuras de dragones y dos cabezas de jockeys. Molduras mixtilíneas enmarcan las ventanas, y en otros paramentos se pueden ver medallones con cabezas de caballo en relieve.

## Historia
Mandaron edificar este palacio Francisco de Cañas Altamirano y Acuña, VII marqués de Vallecerrato, e Isabel María de Trelles y Valdés, su mujer, V duquesa del Parque y III princesa de la Sala de Partinico, quienes hacia 1724 encargaron el proyecto y su ejecución al maestro de obras Francisco de la Riva Ladrón de Guevara. La construcción duró de 1725 a 1730.
No era la primera obra que hacía en Oviedo este arquitecto trasmerano, pues en 1718 había construido en el convento de San Francisco una elegante escalera que comunicaba el claustro con el piso superior. Antes de que pusiera el ramo en el Fontán, los marqueses de Campo Sagrado le encargaron otro palacio en la plaza de la Fortaleza. El palacio de Camposagrado, iniciado por Riva pero no concluido por él, está claramemente inspirado en el del Duque del Parque. Para estos duques, también construyó en 1732 la capilla que habían comprado y dotado en la iglesia del vecino Colegio de San Matías, de jesuitas, actual templo parroquial de San Isidoro el Real.

### El mayorazgo de Trelles
El palacio se edificó en los solares de tres casas contiguas a la Casa de Comedias de la plaza del Fontán, y que la duquesa del Parque había heredado vinculadas al mayorazgo de Trelles. Hacia 1682, dos de ellas pertenecían a los regidores de la ciudad Francisco Antonio de Estrada y Juan de Pontigo, y estaban gravadas con un censo a favor del camarista de Castilla Benito de Trelles, abuelo de nuestra duquesa, marqués de Torralba, príncipe de la Sala y duque consorte del Parque. Y la tercera era la casa de habitación en Oviedo del propio Trelles. Este fue un hidalgo asturiano que hizo carrera y fortuna en Italia, donde contrajo ventajosos matrimonios con dos señoras muy hacendadas en Cerdeña y en Sicilia. Fundó mayorazgo de sus cuantiosos bienes el 23 de octubre de 1682, incluyendo dicha casa y censos, y murió ese mismo año. El primer poseedor del vínculo fue su hijo Gonzalo de Trelles y Alliata, IV duque del Parque y II príncipe de la Sala de Partinico, que en 1687 y 1690 compró las casas censatarias, reuniendo la propiedad de todo el solar. Este duque falleció en 1723, sucediéndole en los títulos, mayorazgo y bienes, su hija Isabel María, que fue como se ha dicho quien mandó construir el palacio.
Según Gonzalo Anes, «el  palacio del Fontán, o del Duque del Parque, se edificó con dinero que tuvo su origen fuera de Asturias: en los reinos de Cerdeña, Nápoles y Sicilia. De entre los palacios ovetenses, éste es el único que debe su origen a tan intrincadas relaciones familiares, establecidas en tierras lejanas, aunque con el designio de ostentar en la propia tierra el enriquecimiento logrado fuera de ella».

### Fábrica de armas y otros usos
Después de los días del VI duque del Parque, fallecido en 1791, el palacio dejó de ser habitado por sus titulares aunque seguiría en propiedad de la familia un siglo más. En dicho año sucedió en la casa Vicente de Cañas y Portocarrero, VII duque del Parque, el cual en 1794 arrendó el edificio al ayuntamiento de Oviedo, que lo destinó a fábrica de armas. La Fábrica de Armas Portátiles de Fuego de Oviedo fue dirigida desde 1855 por el futuro general Elorza, y permaneció en estas dependencias hasta que en 1857 se trasladó al solar del desamortizado monasterio de Santa María de la Vega.
Más tarde, y también arrendado por los duques, el edificio fue fábrica de tabacos, oficina de correos (durante unos dos años en torno a 1865), y sede de la Sociedad Recreativa Castalia. Y entre 1884 y 1892 albergó el colegio de Santa Cecilia, del Instituto de Religiosas del Santo Ángel.
Los duques del Parque conservaron la propiedad del palacio hasta el 30 de abril de 1887, fecha en que lo vendió el IX duque, Lorenzo Fernández de Villavicencio y Corral, siendo el comprador Pedro López de Grado y Salas Omaña, señor de la casa de Omaña. El nuevo dueño murió poco después, dejando por heredera del edificio a María Natalia Padio Valdero y Garamundi, su viuda, quien lo vendió el 1.º de junio de 1892 al futuro marqués de San Feliz.

### El marqués de San Feliz
Antonio Sarri y Oller (c.1850-1911), marqués de San Feliz, fue un industrial, filántropo y coleccionista de arte natural de Oviedo, fundador y presidente del Monte de Piedad y Caja de Ahorros de esta ciudad. Promovió el establecimiento en la región de sindicatos agrícolas católicos y participó en la organización del Batallón del Principado en la guerra de Cuba. El título pontificio de marqués de San Feliz le fue otorgado por León XIII el 7 de junio de 1897. Tomaba denominación del palacio de San Feliz, sito en la parroquia de San Martín y a las afueras de la Pola de Lena, que el concesionario había comprado en 1892 a los hijos del VII marqués de Campo Sagrado.
También en 1892 adquirió el palacio del Fontán, como se ha dicho, que desde entonces permanece en propiedad de su familia. Llevó a cabo una completa y primorosa restauración del edificio, y hacia 1901 sustituyó en la fachada los escudos de armas originales por los suyos, que son los que actualmente se pueden contemplar. Después de sus días, heredaron el palacio sucesivamente su hijo Antonio Sarri y Fernández Valdés (1880-1966), II marqués de San Feliz; su nieta María de los Dolores Sarri y Arsuaga (1909-1994), casada con el V marqués de Valdeterrazo, y su biznieto Francisco Goicoerrotea Sarri, actual marqués de Valdeterrazo. Durante más de un siglo, esta familia ha mantenido el inmueble en perfecto estado de conservación, aumentando su colección de arte hasta convertirlo en el verdadero museo particular que es hoy.

### Casa consistorial
Durante el cerco de Oviedo, en la guerra civil española, las autoridades franquistas lo utilizaron como sede provisional del ayuntamiento.

### El apostolado del Greco
Durante un siglo, y hasta principios del actual, este palacio albergó un completo apostolado del Greco, conocido precisamente como el Apostolado del Marqués de San Feliz: doce lienzos de 70x53 cm. que representan a los apóstoles, pintados hacia los años 1608-1614 por el artista cretense y su taller. En la primera mitad del XVIII fue comprado en Sevilla por el asturiano Juan Eusebio Díaz de Campomanes, y después fue a parar al Monasterio de San Pelayo de Oviedo, sin atribución de autoría. En 1893 fue allí descubierto por la Comisión Provincial de Monumentos, que comunicó el hallazgo a la Real Academia de Bellas Artes de San Fernando. En 1905 las monjas recibieron por los cuadros una oferta del anticuario francés Émile Parès, y para evitar que saliesen de España el marqués de San Feliz ofreció la misma cantidad. Al año siguiente se cerró la venta y el apostolado se instaló en este palacio, donde lo conservaron los descendientes de Antonio Sarri hasta que en 2002 lo vendió a Aceralia el marqués de Valdeterrazo, su biznieto, en dieciocho millones de euros. Después la empresa siderúrgica lo cedió al Estado en pago de impuestos, con destino en depósito al Museo de Bellas Artes de Asturias, donde actualmente se exhibe.
El palacio sigue siendo residencia privada de Francisco Goicoerrotea Sarri, actual marqués de Valdeterrazo y de Goicoerrotea, vizconde de los Antrines, grande de España, y de Ana de Echevarría Carreres, su mujer, primogénita del marqués de Vista Alegre. El rey Felipe VI, antes de serlo, visitó varias veces la casa invitado por el marqués de Valdeterrazo, en algunos de los viajes que hizo a Oviedo para entregar los premios Príncipe de Asturias. Está considerado el mejor palacio urbano habitado del norte de España.

## Galería de imágenes

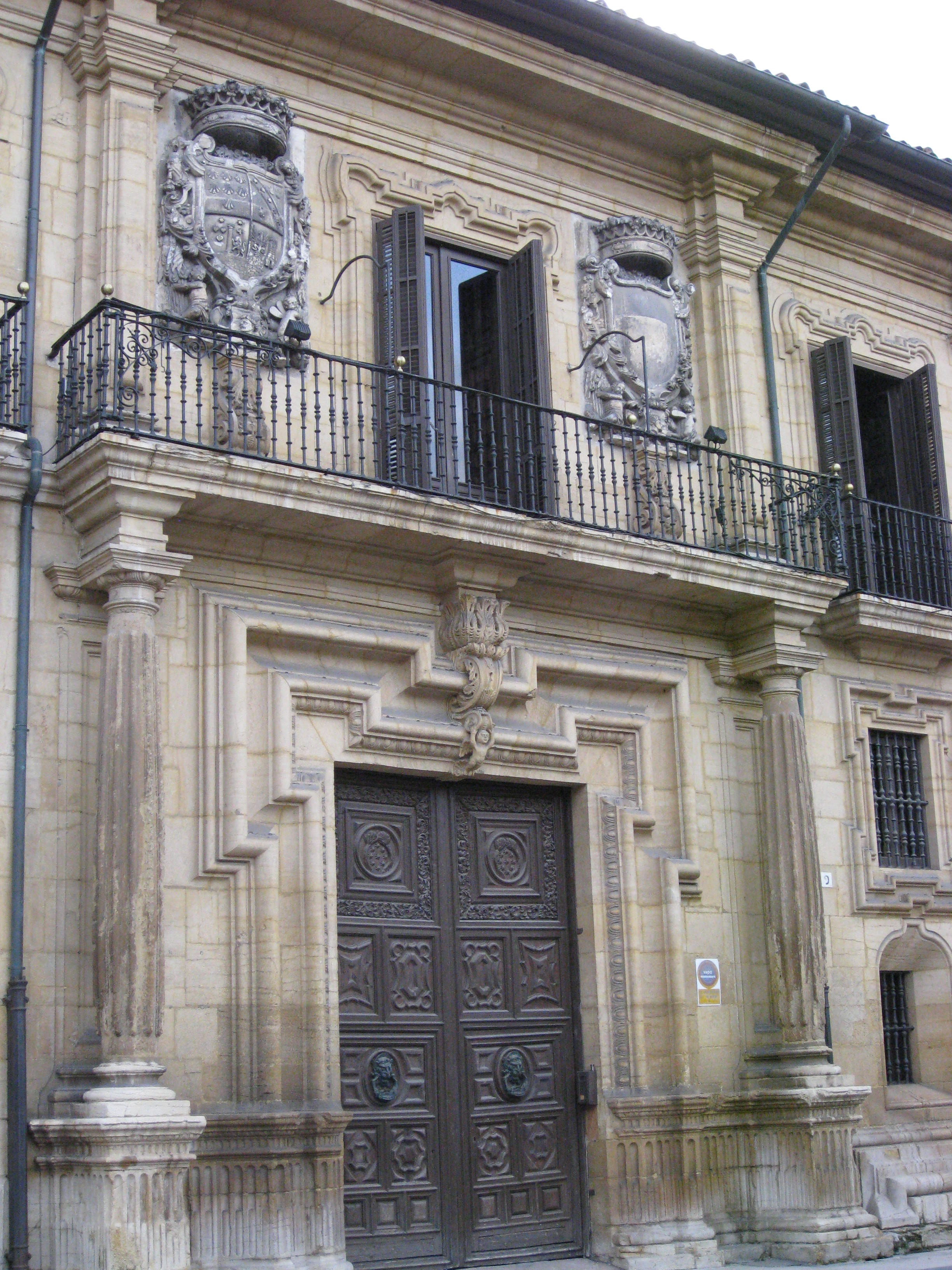
Puerta y balcón principal.
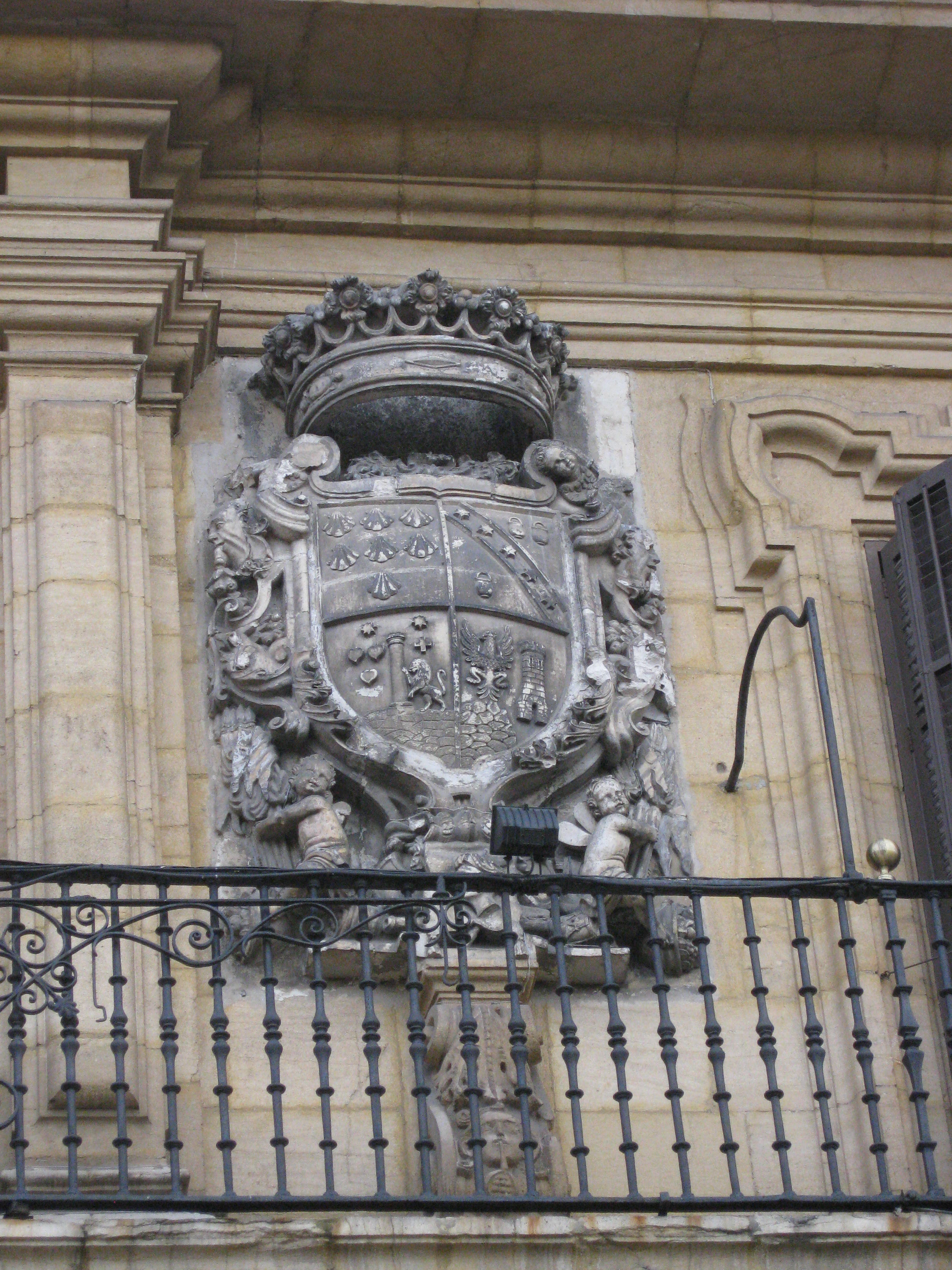
Escudo en la fachada.
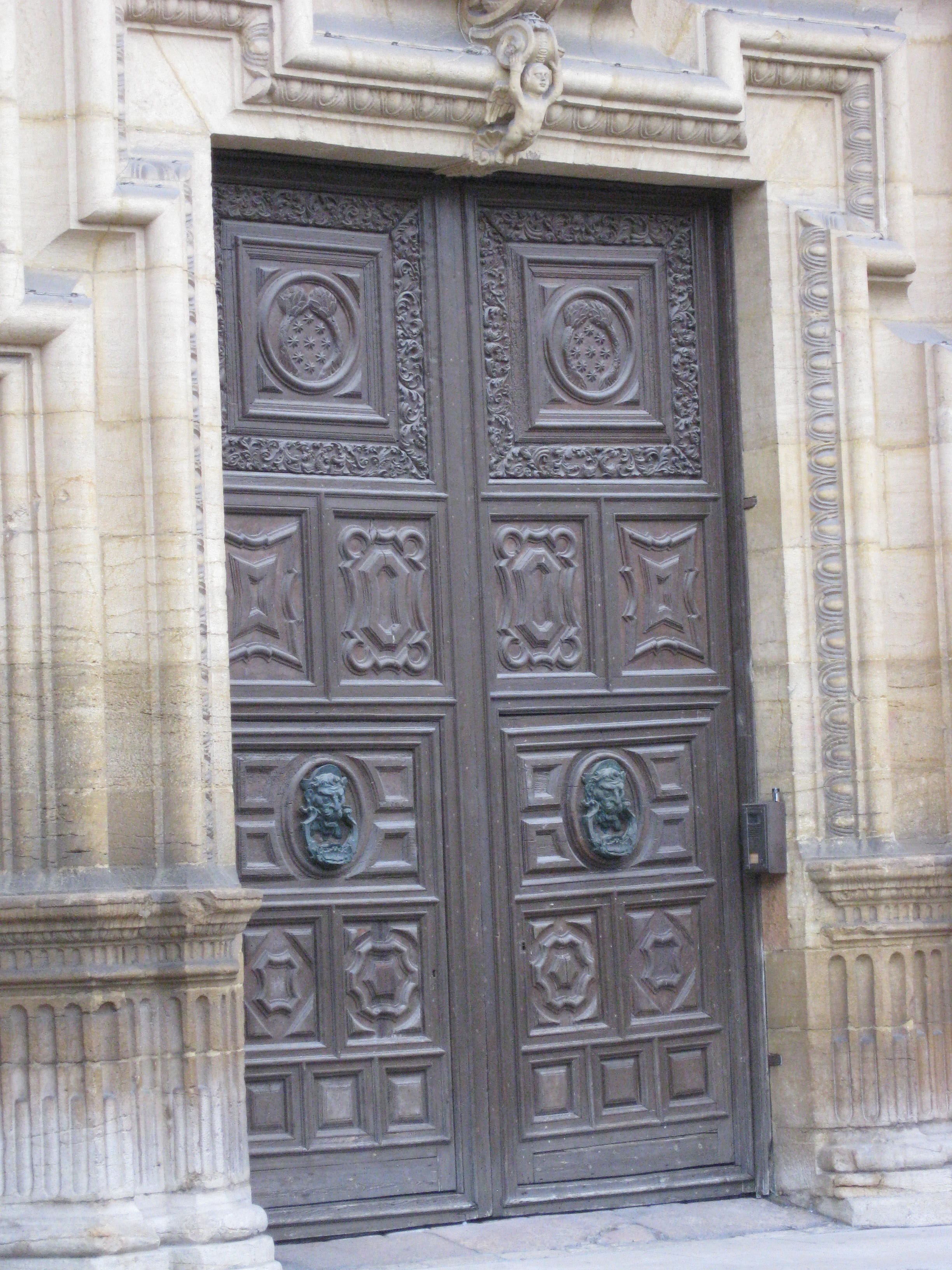
Puerta principal.
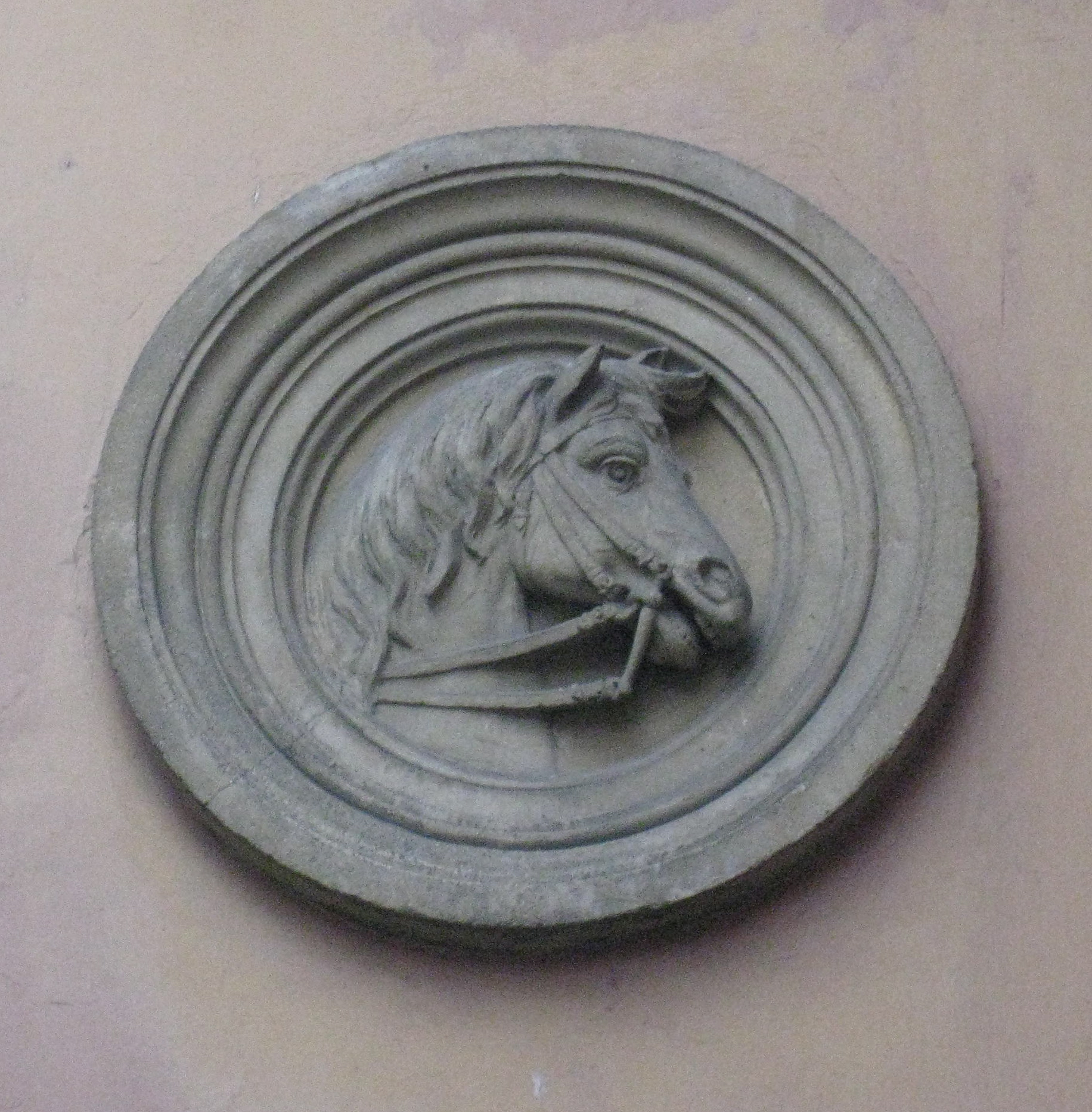
Medallón de las caballerizas.
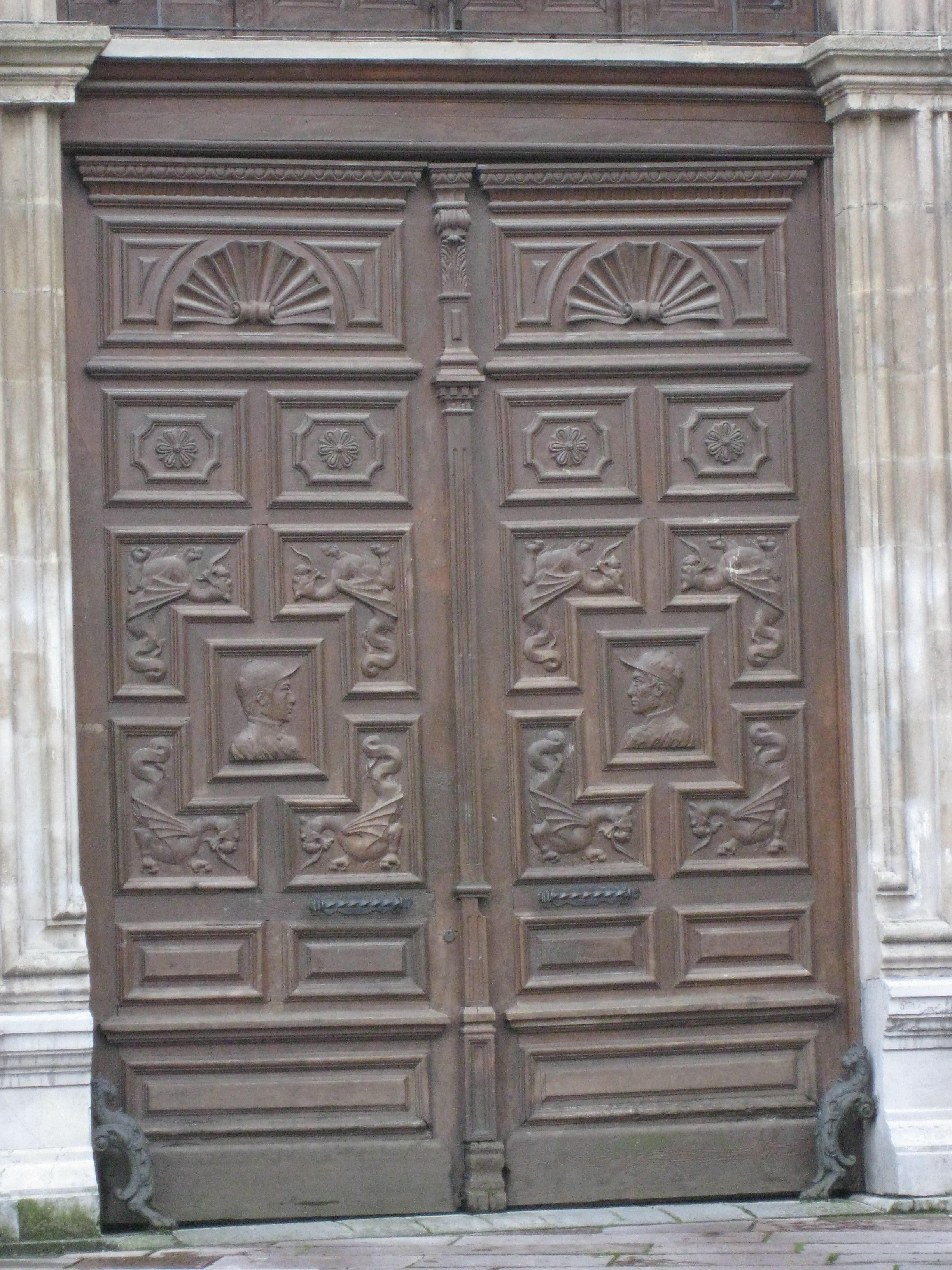
Puerta de las caballerizas.